# Athni
Athni è una città dell'India di 39.200 abitanti, situata nel distretto di Belgaum, nello stato federato del Karnataka. In base al numero di abitanti la città rientra nella classe III (da 20.000 a 49.999 persone).

## Geografia fisica
La città è situata a 16° 43' 60 N e 75° 4' 0 E e ha un'altitudine di 553 m s.l.m..

## Società

### Evoluzione demografica
Al censimento del 2001 la popolazione di Athni assommava a 39.200 persone, delle quali 19.896 maschi e 19.304 femmine. I bambini di età inferiore o uguale ai sei anni assommavano a 5.367, dei quali 2.766 maschi e 2.601 femmine. Infine, coloro che erano in grado di saper almeno leggere e scrivere erano 26.203, dei quali 14.834 maschi e 11.369 femmine.